# Jarugi (Kosobudy)
Jarugi – osada wsi Kosobudy w Polsce, położona w województwie lubelskim, w powiecie zamojskim, w gminie Zwierzyniec,  na terenie Roztoczańskiego Parku Narodowego. 
W latach 1975–1998 osada administracyjnie należała do województwa zamojskiego.
Obecna jest w nazwie obszaru ochrony ścisłej Jarugi.